# Aeclanum
Aeclanum (łac. Aeclanensis, wł. Eclano) – stolica historycznej diecezji w Italii erygowanej około roku 300, a skasowanej w roku 1059. 
Współczesne miasto Mirabella Eclano w prowincji Avellino we Włoszech. Obecnie katolickie biskupstwo tytularne ustanowione w 1966 przez papieża Pawła VI.

## Biskupi tytularni
| Lp. | Biskup               | Funkcja                                      | Od              | Do             |
| --- | -------------------- | -------------------------------------------- | --------------- | -------------- |
| 1   | Antonio Innocenti    | nuncjusz apostolski urzędnik Kurii Rzymskiej | 15 grudnia 1967 | 25 maja 1985   |
| 2   | Antonio Maria Vegliò | nuncjusz apostolski urzędnik Kurii Rzymskiej | 27 lipca 1985   | 18 lutego 2012 |
| 3   | Nicolas Thévenin     | nuncjusz apostolski                          | 15 grudnia 2012 |                |